# Julienne Mathieu

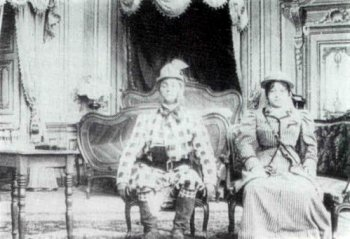
Julienne Mathieu in una scena di Hotel electrico (1908)

Julienne Mathieu (Saint-Sauveur-en-Puisaye, 21 settembre 1874 – Chieri, 1º dicembre 1943) è stata un'attrice francese del cinema muto. Era la moglie di Segundo de Chomón.

## Biografia
Nel 1895 incontra e sposa a Parigi il regista spagnolo Segundo de Chomón. Sarà lei a introdurlo al laboratorio di Georges Méliès a agli studi della Pathé Frères, dove lavorerà come attrice tra il 1905 e il 1908, esclusivamente in film del marito.

## Filmografia parziale
- L'Étang enchanté, regia di Segundo de Chomón - cortometraggio (1907)
- En avant la musique, regia di Segundo de Chomón - cortometraggio (1907)
- Satan s'amuse, regia di Segundo de Chomón - cortometraggio (1907)
- Hotel elettrico (El hotel electrico), regia di Segundo de Chomón - cortometraggio (1908)
- Sculpteur moderne, regia di Segundo de Chomón - cortometraggio (1908)
- La Belle au bois dormant, regia di Lucien Nonguet e Albert Capellani - cortometraggio (1908)